# Circo Voador (aviação)

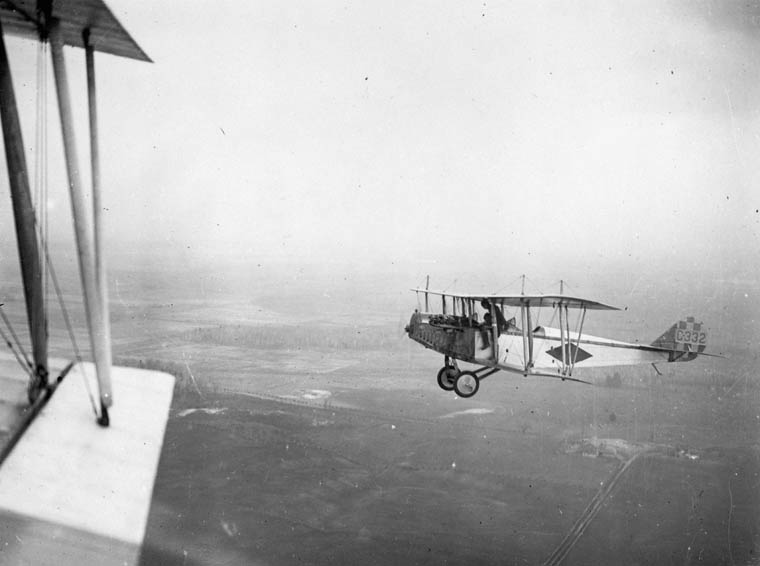
Um Curtiss JN-4 "Jenny" em vôo sobre o centro de Ontário em 1918 com um dos membros da tripulação do lado de fora apoiado na asa.

Circo voador (em inglês "barnstorming" algo como "tempestade no celeiro"), é um tipo de show aéreo com exibições em voo, geralmente envolvendo risco calculado, para entreter o público.

## Visão geral
Os circos voadores eram uma forma de entretenimento em que os pilotos realizavam truques - individualmente ou em grupos. Concebido para "impressionar as pessoas com a habilidade dos pilotos e a robustez dos aviões", essa prática tornou-se popular nos Estados Unidos durante os "Loucos Anos Vinte".
Os "barnstormers" (algo como "piloto de circo", em tradução livre nesse contexto) eram pilotos que voavam por todo o país vendendo passeios de avião e realizando acrobacias; Charles Lindbergh começou a voar como "barnstormer". O "barnstorming" foi a primeira grande forma de aviação civil na história da aviação.

## História

### Origens

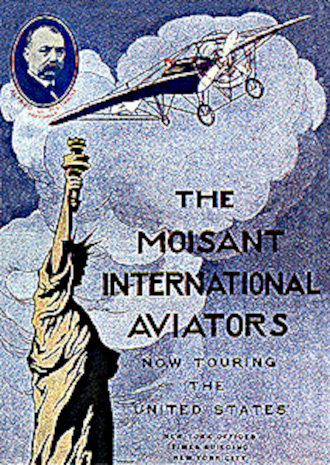
Um pôster publicitário para a primeira equipe de circo voador, a "Moisant International Aviators".

Os irmãos Wright e Glenn Curtiss tiveram primeiras equipes de exibição de vôo, com pilotos solo como Lincoln Beachey e Didier Masson também populares antes da Primeira Guerra Mundial, mas esses "circos" não se tornaram um fenômeno formal até a década de 1920. O primeiro "piloto de circo", "formado" por Curtiss em 1909, foi Charles Foster Willard, que também é considerado o primeiro a ser abatido em um avião quando um fazendeiro irritado quebrou sua hélice disparando uma espingarda.
Durante a Primeira Guerra Mundial, os Estados Unidos fabricaram um número significativo de biplanos Curtiss JN-4 "Jenny" para treinar seus aviadores militares e quase todos os aviadores americanos aprenderam a voar usando o avião. Após a guerra, o governo federal dos EUA vendeu o material excedente, incluindo os Jennys, por uma fração de seu valor inicial (eles custaram US$ 5.000 ao governo, mas estavam sendo vendidos por apenas US$ 200). Isso permitiu que muitos militares que já sabiam como pilotar os "JN-4" comprassem seus próprios aviões. O biplano Standard J-1 de aparência semelhante também estava disponível.
Ao mesmo tempo, surgiram inúmeras empresas fabricantes de aeronaves, a maioria falindo após construir apenas um punhado de aviões. Muitos deles eram projetos confiáveis e até avançados, que sofreram com o fato do mercado de aviação não ter se expandido conforme o esperado, e vários deles encontraram seu caminho para os únicos mercados ativos - transporte de correspondência, circos voadores e contrabando. Às vezes, um avião e seu proprietário oscilavam entre as três atividades conforme a oportunidade se apresentava.
Combinados com a falta de "Regulamentos Federais de Aviação" na época, esses fatores permitiram que os circos voadores florescessem.

## Crescimento e apogeu
Esses "circos" foram realizados não apenas por ex-militares, mas também por mulheres, e outras minorias. Por exemplo, em 18 de julho de 1915, Katherine Stinson se tornou a primeira mulher no mundo a executar um loop. Bessie Coleman, uma mulher afro-americana, "não apenas emocionou o público com suas habilidades como vendedora ambulante, mas também se tornou um modelo para mulheres e afro-americanos. Sua própria presença no ar ameaçava os estereótipos contemporâneos prevalecentes. Ela também lutou contra a segregação quando podia, usando sua influência como celebridade".
"Mais do que qualquer outro evento, o voo histórico de Lindbergh em 1927 conscientizou os americanos sobre o potencial da aviação comercial e seguiu-se um boom na atividade da aviação durante 1928 e 1929". Na verdade, Charles Lindbergh se envolveu em circos voadores em seus primeiros anos; Errold Bahl o contratou como assistente e, como um golpe promocional, Lindbergh "se ofereceu para subir na asa e acenar para a multidão abaixo", ato que ficou conhecido como "wing-walking".

## Regulamentação e declínio
O jornalismo sensacionalista e a prosperidade econômica que marcou a Era do Jazz nos Estados Unidos permitiram que os "pilotos de circo" divulgassem a aviação e, por fim, contribuíram para a regulamentação e o controle. Em 1925, o governo dos EUA começou a regulamentar a aviação, quando aprovou o "Contract Air Mail Act", que permitia aos "U.S. Post Office" contratar empresas aéreas privadas para entregar correspondência com pagamentos feitos com base no peso da correspondência. No ano seguinte, o presidente Calvin Coolidge assinou o "Air Commerce Act", que transferiu a gestão de rotas aéreas para um novo ramo do Departamento de Comércio, que também era responsável pelo "licenciamento de aviões e pilotos, estabelecendo normas de segurança e de atuação em geral".
Os circos voadores "pareciam ter sido criados na bravata, como um grande incentivo para disputas pessoais individuais". Em 1927, a competição entre os "pilotos de circo" resultou na execução de truques cada vez mais perigosos, e uma série de acidentes altamente divulgados levou a novos regulamentos de segurança, o que levou ao fim dos circos voadores. Estimulado por uma necessidade percebida de proteger o público e em resposta à pressão política por pilotos locais chateados com "pilotos de circo" roubando seus clientes, o governo federal promulgou leis para regular um setor de aviação civil incipiente.
As leis incluíam padrões de segurança e especificações que eram virtualmente impossíveis para os "pilotos de circo" cumprirem, além de restrições sobre quão baixo em altitude certos truques podiam ser executados (tornando mais difícil para os espectadores ver o que estava acontecendo). Os militares também pararam de vender os "Jennys" no final da década de 1920. Isso tornava muito difícil para os "pilotos de circo" ganharem a vida. Clyde Pangborn, que era piloto da equipe de aviação de dois homens que foi a primeira a cruzar o Oceano Pacífico sem escalas em 1931, encerrou sua carreira de "piloto de circo" em 1931. Alguns pilotos, no entanto, continuaram a vagar pelo país fazendo "voos de diversão" até o outono de 1941.

## Exibições

### Planejamento
A "temporada de circos voadores" ia do início da primavera até depois da colheita e das feiras de condado no outono. A maioria dos programas de circos voadores começou com um piloto, ou equipe de pilotos voando sobre uma pequena cidade rural para atrair a atenção local. Eles então pousariam em uma fazenda local (daí o termo "barnstorming") e negociariam o uso de um campo como uma pista temporária para a realização de um show aéreo e oferecer viagens de avião. Após obter uma base de operação, o piloto ou grupo de pilotos "zunia" pela vila e lançava os "flyers" sobre o futuro evento. Em algumas cidades, a chegada de um çirco voador ou uma "trupe aérea" levava a uma paralisação em toda a cidade, já que a maioria das pessoas compareciam ao show.

### Acrobacias
Os circos voadores realizavam uma variedade de acrobacias, com alguns se especializando como pilotos de acrobacias ou trapezistas. Os pilotos de acrobacias realizaram uma variedade de manobras acrobáticas, incluindo giros, mergulhos, loops e rolagens. Enquanto isso, os trapezistas realizavam façanhas de "wing walking", acrobacias de pára-quedismo, transferências de avião no ar, ou até mesmo jogar tênis, tiro ao alvo e dançar nas asas do avião. Outras acrobacias incluíram mergulhos de nariz e voar através de celeiros, o que às vezes levava os pilotos a colidir com seus aviões.

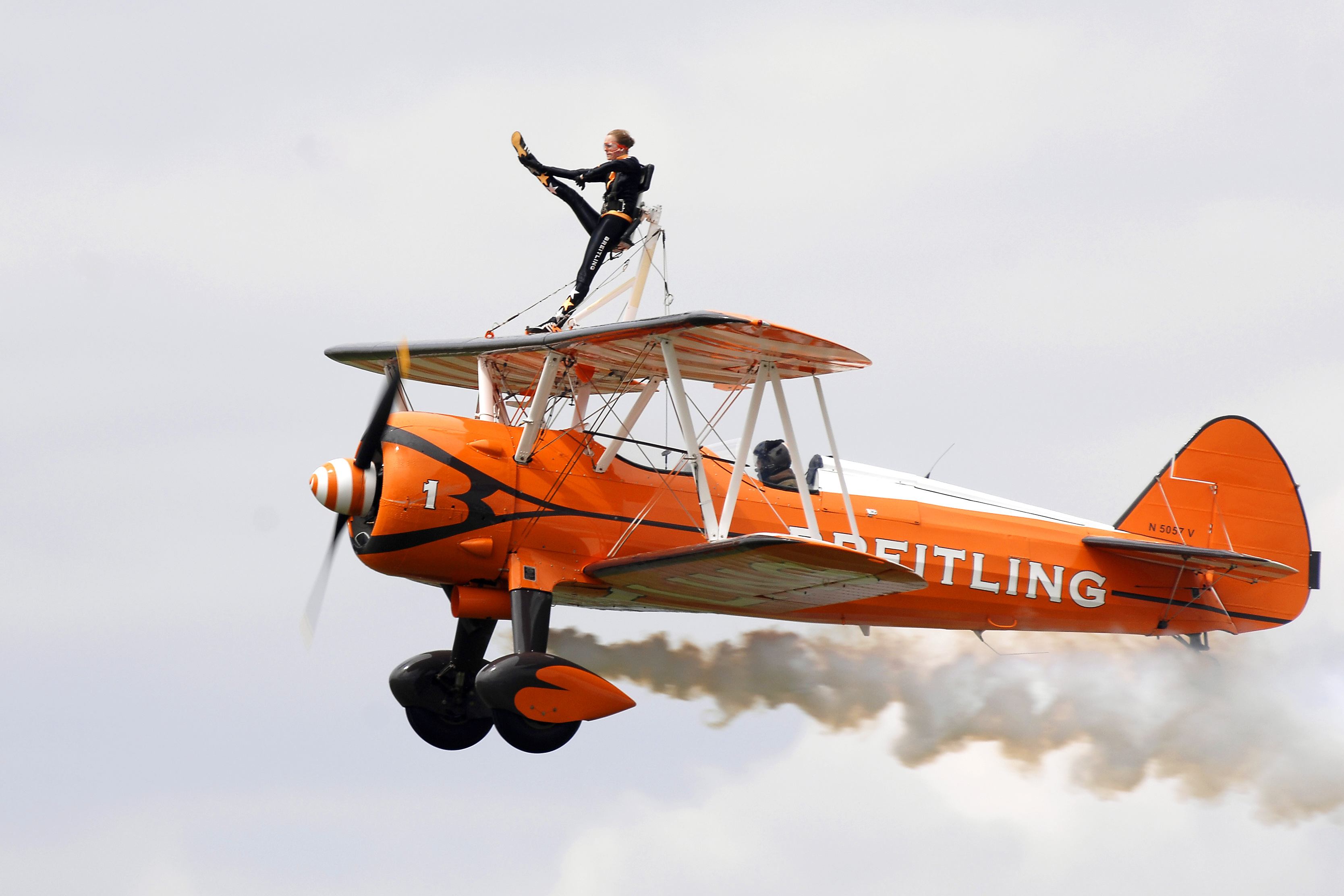
Exibição dos Breitling Wingwalkers.

### O negócio
Os "pilotos de circo" ofereciam voos de avião por uma pequena taxa. Charles Lindbergh, por exemplo, cobrou cinco dólares por uma viagem de 15 minutos em seu avião. Por mais excitante e glamoroso que fosse, não era uma maneira fácil de ganhar uma vida estável. Para pagar as contas, os "pilotos de circo" - incluindo Charles Lindbergh - tiveram que trabalhar como instrutores de vôo, trabalhadores braçais e, às vezes, até mesmo como atendentes de postos de gasolina. Os "pilotos de circo" frequentemente trocavam viagens de avião por hospedagem e alimentação, tanto por hospedagem comercial quanto em casas particulares.

### Circos voadores
Embora os "pilotos de circo" muitas vezes trabalhassem sozinhos ou em equipes muito pequenas, alguns também montaram grandes "circos voadores" com vários aviões e acrobatas. Esses atos empregavam promotores para agendar programas em cidades com antecedência. Eles foram os maiores e mais organizados de todos os circos voadores. Alguns dos mais famosos foram "The Five Blackbirds" (um grupo de vôo afro-americano), "The Flying Aces Air Circus", "The 13 Black Cats", "Mabel Cody's Flying Circus", "Inman Brothers Flying Circus" e o "Gates Flying Circus", ao qual Clyde Pangborn pertenceu até 1928.

## Relevância
Em um nível individual, os circos voadores "forneciam uma maneira empolgante e desafiadora de ganhar a vida, bem como uma válvula de escape para sua criatividade e exibicionismo" para muitos pilotos e acrobatas. Por exemplo, permitiu a Charles Lindbergh ganhar uma "vida paralela", e ele sempre falou com carinho dos "velhos tempos da aviação" e da liberdade de movimento. Foi durante uma turnê de circo voador em Minnesota e Wisconsin em 1923 que levou à sua "decisão de buscar mais instrução formal com o Serviço Aéreo do Exército dos EUA".
O Esquadrão Cadete 23 da Academia da Força Aérea dos Estados Unidos é conhecido como "Barnstormers".

## Pilotos notáveis
- Jimmie Angel
- Pancho Barnes
- Lincoln Beachey
- Lillian Boyer
- Jerrie Cobb
- Alan Cobham
- Bessie Coleman
- Doug Davis
- Roland Garros
- Tex Johnston
- Hubert Julian
- William Carpenter Lambert
- Charles Lindbergh
- Didier Masson
- John Moisant
- Clyde Pangborn
- Louis Paulhan
- Adolphe Pégoud
- Wiley Post
- Harriet Quimby
- Tex Rankin
- Abraham Whalomie Raygorodsky
- René Simon
- Slonnie Sloniger
- Dean Smith
- Roscoe Turner
- Ernst Udet

## Na cultura popular

### Livros
- William Faulkner's 1935 novel Pylon tells the story of a group of barnstormers
- Nevil Shute's 1951 novel Round the Bend gives a detailed account of the activities of Alan Cobham's National Aviation Day.  Archive sources show that Shute, in research for writing the book, wrote to Cobham to check details.
- Many of Richard Bach's novels feature modern barnstormers as protagonists, or otherwise incorporate barnstorming[11]
- Philip Jose Farmer's 1982 book A Barnstormer in Oz featured a barnstorming pilot named Hank Stover
- In the Peanuts comic strip, Snoopy's alter ego, the World War I Flying Ace, states that he may do a little barnstorming after the war
- The novel "The Flying Circus" by Susan Crandall follows the exploits of a trio of individuals who come together to create their own barnstorming troupe.

### Cinema e TV
- The Tarnished Angels (1957) – melodrama by Douglas Sirk based on the Faulkner novel about barnstorming
- Those Magnificent Men in Their Flying Machines (1965) – comedy about the “pioneer era” (1903-1914) of air racing and barnstorming in Europe
- Ace Eli and Rodger of the Skies (1973) – movie by Steven Spielberg starring Cliff Robertson as a Jenny pilot who barnstorms with his young son
- The Great Waldo Pepper (1975)
- Nothing by Chance (1975) – documentary by Hugh Downs about the biplanes that barnstormed across America in the 1920s
- Days of Heaven (1978) – movie by Terrence Mallick in which a barnstorming troupe visits a farm and performs
- The Gypsy Moths (1969) – American drama film directed by John Frankenheimer starring Burt Lancaster and Deborah Kerr, based on the novel of the same name by James William Drought
- Nitro Circus MTV show features Travis Pastrana, Jolene Van Vugt, and Erik Roner wing-walking on a biplane without chutes or harnesses
- The Fall Guy (1981-1986)- An action/adventure television series originally airing on ABC. The show was about a stuntman who moonlights as a bounty hunter using his skills as a stuntman to catch the bad guys. A scene in the intro shows of a biplane running through a farm field and crashing/"barnstorming" into the side of a barn.

### Video games
- Em 1982 a Activision produziu o jogo Barnstorming para o Atari 2600
- RollerCoaster Tycoon 2, o “Barnstorming Roller Coaster” possuia carros que eram réplicas de biplanos
- RollerCoaster Tycoon 3's Wild! Expansion Pack, uma corrida “Barn Stormer” pode ser criada
- Kentucky Route Zero, a pequena cidade em torno de 5 dogwood drive foi fundada e habitada por uma trupe de "pilotos de circo".

### Musica
- "The Immelmann Turn", de Al Stewart, uma música ambientada na era dos circos voadores da década de 1920 que se refere a uma manobra acrobática de mesmo nome